# Harvey Fierstein
Harvey Forbes Fierstein (New York, 6 giugno 1954) è un attore, sceneggiatore, cantante e commediografo statunitense.
È noto soprattutto per l'opera teatrale Torch Song Trilogy, da cui è stato tratto il film Amici, complici, amanti, di cui è autore e in cui ha recitato come protagonista. Ha scritto il libretto del musical La Cage aux Folles, tratto dall'omonima commedia francese dalla quale era stato tratto il celeberrimo film noto in Italia come Il vizietto, poi a sua volta oggetto del remake hollywoodiano Piume di struzzo.

## Biografia
Si diploma al Pratt Institute e inizia con ruoli drag nel teatro off-Broadway nei club di Manhattan da quando ha 15 anni.
Ha vinto quattro Tony Award: due nel 1983 come migliore attore e migliore autore per Torch Song Trilogy (rimasto in cartellone per 1.222 repliche), ruolo che ha interpretato nuovamente nel film del 1988; il terzo come migliore testo per il libretto di La Cage aux Folles (in Italia noto come Il vizietto) nel 1984; il quarto come migliore attore nel ruolo teatrale di Edna in Hairspray nel 2003; il quinto un premio alla carriera nel 2025.
Ha vinto un GLAAD Media Award nel 1994 per la categoria Visibility.
Ha infine vinto l'Humanitas Prize nella categoria animazione per bambini con Happily Ever After: Tales for Every Child (1995) per l'episodio The Sissy Duckling. Nel 2002 ha adattato l'episodio nell'omonimo libro per bambini, accolto positivamente dalla critica ma proibito in diverse scuole americane per i contenuti LGBT. Nel 2011 ha recitato a Broadway in un revival di La Cage aux Folles nel ruolo del protagonista Albin.

## Filmografia

### Cinema
- Cercando la Garbo (Garbo Talks), regia di Sidney Lumet (1984)
- Amici, complici, amanti (Torch Song Trilogy), regia di Paul Bogart (1988)
- The Harvest, regia di David Marconi (1992)
- Mrs. Doubtfire - Mammo per sempre (Mrs. Doubtfire), regia di Chris Columbus (1993)
- Pallottole su Broadway (Bullets Over Broadway), regia di Woody Allen (1994)
- Dr. Jekyll e Miss Hyde (Dr. Jekyll and Miss Hyde), regia di David Price (1995)
- Independence Day, regia di Roland Emmerich (1996)
- Everything Relative, regia di Sharon Pollack (1996)
- White Lies, regia di Ken Selden (1997)
- Kull il conquistatore (Kull the Conqueror), regia di John Nicolella (1997)
- Safe Men, regia di John Hamburg (1998)
- Jump, regia di Justin McCarthy (1999)
- Playing Mona Lisa, regia di Matthew Huffman (2000)
- Eliminate Smoochy (Death to Smoochy), regia di Danny DeVito (2002)
- Duplex - Un appartamento per tre (Duplex), regia di Danny DeVito (2003)
- Bros, regia di Nicholas Stoller (2022)

### Televisione
- Miami Vice – serie TV, episodio 2x18 (1986)
- Apology – film TV (1986)
- Il coraggio di una donna  (Tidy Endings) – film TV (1988)
- La signora in giallo (Murder, She Wrote) – serie TV, episodio 9x05 (1992)
- Daddy's Girls – serie TV, 3 episodi (1994)
- Double Platinum – film TV (1999)
- Common Ground – film TV (2000)
- Hairspray Live! – film TV (2016)

### Doppiatore
- Ostaggio per il demonio (The Demon Murder Case) – film TV (1983)
- I Simpson – serie TV, episodio 2x02 (1990)
- Mulan (1998)
- The Sissy Duckling – film TV (1999)
- Mulan II (Mulan II) (2004)
- Animal Crackers, regia di Scott Christian Sava, Tony Bancroft e Jaime Maestro (2017)
- Dark Crystal - La resistenza – serie TV, 10 episodi (2019)

## Teatro

### Librettista
- La Cage aux Folles (1985)
- Legs Diamond (1988)
- A Catered Affair (2007)
- Newsies (2011)
- Kinky Boots (2012)

### Drammaturgo
- Torch Song Trilogy (1981)
- Safe Sex (1987)
- Casa Valentina (2014)
- Bella Bella (2019)

### Attore
- Torch Song Trilogy, di Harvey Fierstein, regia di Peter Pope. Richard Allen Center (1981) e Actors' Playhouse dell'Off Broadway, Hayes Theater di Broadway (1982), Noël Coward Theatre di Londra (1986)
- Safe Sex, di Harvey Fierstein, regia di Eric Concklin. Lyceum Theatre di Broadway (1987)
- Hairspray, colonna sonora di Marc Shaiman, testi di Scott Wittman e libretto di Mark O'Donnell e Thomas Meehan, regia di Jack O'Brien. Neil Simon Theatre di Broadway (2002), Hollywood Bowl di Los Angeles (2011)
- Fiddler on the Roof, libretto di Joseph Stein, colonna sonora di Jerry Bock, testi di Sheldon Harnick, regia di David Leveaux. Minskoff Theatre di Broadway (2005)
- A Catered Affair, libretto di Harvey Fierstein, colonna sonora di John Bucchino. Old Globe Theatre di San Diego (2007), Walter Kerr Theatre di Broadway (2008)
- La Cage aux Folles, libretto di Harvey Fierstein, colonna sonora di Jerry Herman, regia di Terry Johnson. Longacre Theatre di Broadway (2011)

## Doppiatori italiani
- Rodolfo Bianchi in Mrs. Doubtfire - Mammo per sempre, Pallottole su Broadway, Independence Day
- Francesco Pannofino in Duplex - Un appartamento per tre e Dr. Jekyll e Miss Hyde
- Gianni Giuliano in La signora in giallo
- Francesco Vairano in Amici, complici, amanti
- Angelo Nicotra in Kull il conquistatore

Da doppiatore è sostituito da:
- Ennio Coltorti in Mulan (parte parlata), Mulan II
- Vittorio Matteucci in Mulan (parte cantata)
- Francesco Prando ne I Simpson
- Renato Cecchetto in Dark Crystal - La resistenza